# ヘルゲ・ブレンドリエン
ヘルゲ・ブレンドリエン（Helge Brendryen、1974年2月17日 - ）はノルウェーの元スキージャンプ選手。

## プロフィール
1992年12月5日にファルン（スウェーデン）でスキージャンプ・ワールドカップにデビュー、1993年1月31日のフライング（バート・ミッテルンドルフ）で8位（ワールドカップでの自己最高位）となった。1993年ノルディックスキー世界選手権代表に選出されラージヒル個人5位、団体では金メダルを獲得、ノーマルヒル30位の成績を残した。
翌シーズン以降は1995年のノルウェー選手権ラージヒル2位が目立つ程度で1999年に現役を退いた。